# Mostardas (Monte Alegre do Sul)
Mostardas é um distrito do município brasileiro de Monte Alegre do Sul, no interior do estado de São Paulo.

## História

### Origem
O povoado de Mostardas se desenvolveu ao redor da capela erguida próxima da margem esquerda do Rio Camanducaia, a cerca de 1 km da estação ferroviária Doutor Carlos Norberto, inaugurada pela Companhia Mogiana de Estradas de Ferro em 01/08/1908.

### Formação administrativa
- Pedido para criação do distrito através de processo que deu entrada na Assembléia Legislativa do Estado de São Paulo no ano de 1958, mas como não atendia os requisitos necessários exigidos por lei para tal finalidade o processo foi arquivado[4].
- Distrito criado pela Lei n° 8.092 de 28/02/1964, criado com sede no povoado de igual nome e com território desmembrado do distrito da sede do município de Monte Alegre do Sul[5][6].
- Decreto nº 46.103 de 22/03/1966 - Dispõe sobre a criação da 1ª Subdelegacia de Polícia do distrito de Mostardas, no município de Monte Alegre do Sul[7].

## Geografia

### Demografia

#### População urbana
| Crescimento população urbana | Crescimento população urbana | Crescimento população urbana | Crescimento população urbana |
| Censo                        | Pop.                         |                              | %±                           |
| ---------------------------- | ---------------------------- | ---------------------------- | ---------------------------- |
| 1970                         | 310                          |                              | —                            |
| 1980                         | 392                          |                              | 26,5%                        |
| 1991                         | 658                          |                              | 67,9%                        |
| 2000                         | 814                          |                              | 23,7%                        |
| 2010                         | 1 239                        |                              | 52,2%                        |
| Fonte: IBGE e Fundação SEADE |                              |                              |                              |

#### População total
Pelo Censo 2010 (IBGE) a população total do distrito era de 2 218 habitantes.

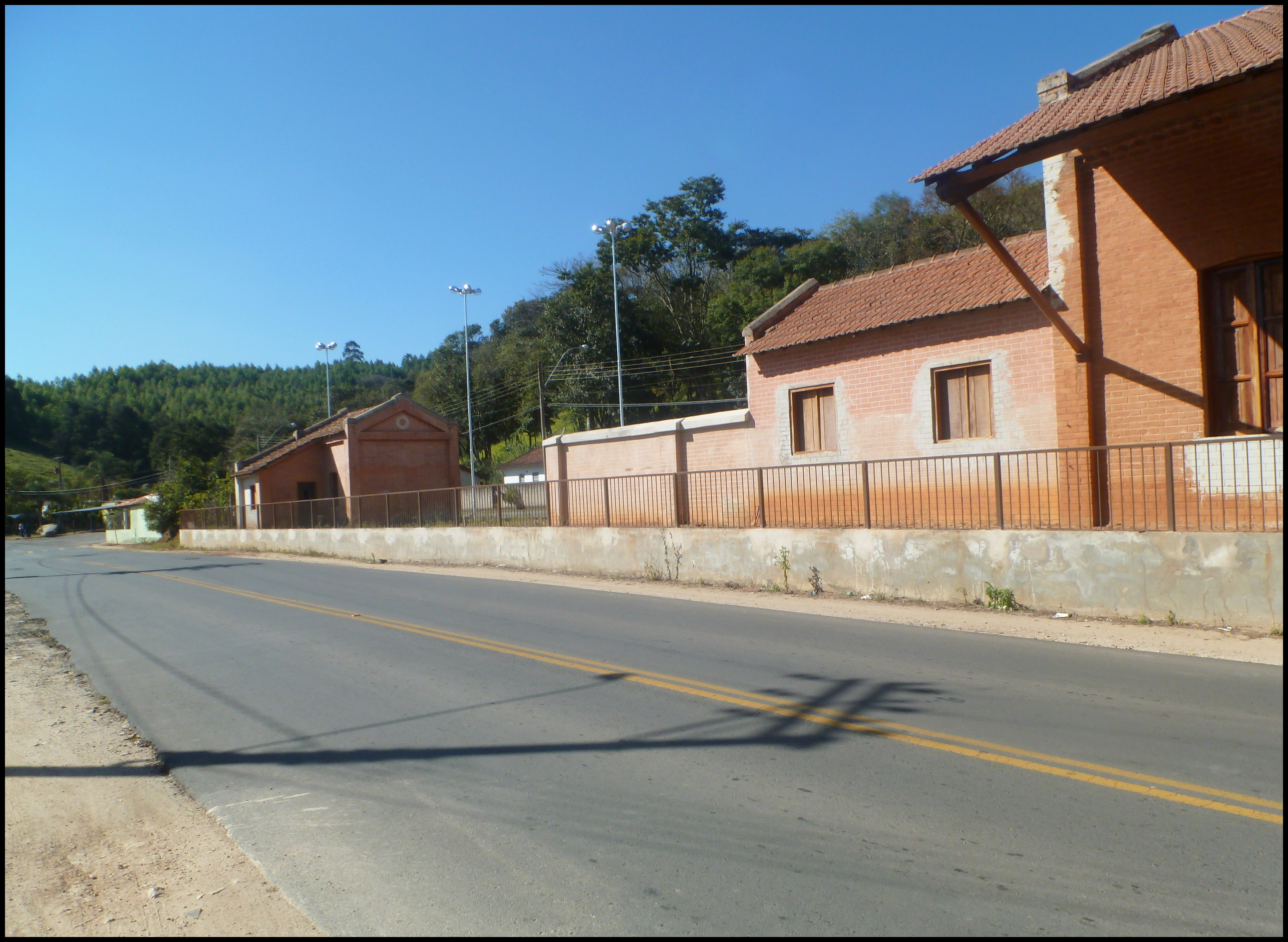
Estrada vicinal de acesso ao distrito.

### Área territorial
A área territorial do distrito é de 41,438 km².

### Rodovias
O acesso principal do distrito é a estrada vicinal Monte Alegre do Sul à Pinhalzinho.

### Hidrografia
Localiza-se às margens do Rio Camanducaia.

## Serviços públicos

### Registro civil
Atualmente é feito na sede do município, pois o Cartório de Registro Civil das Pessoas Naturais do distrito foi extinto pela Resolução nº 2 de 15/12/1976 do Tribunal de Justiça do Estado de São Paulo, e seu acervo foi recolhido ao cartório do distrito sede.

### Saneamento
O serviço de abastecimento de água é feito pela Prefeitura Municipal de Monte Alegre do Sul. 

### Energia
A responsável pelo abastecimento de energia elétrica é a CPFL Paulista, distribuidora do grupo CPFL Energia.

### Telecomunicações
O distrito era atendido pela Telecomunicações de São Paulo (TELESP) através da central telefônica de Monte Alegre do Sul. Em 1998 esta empresa foi vendida para a Telefônica, que em 2012 adotou a marca Vivo para suas operações.

## Atividades econômicas

### Produção de morangos
O distrito é responsável por maior parte da produção monte-alegrense de morangos. O morango se tornou um dos principais elementos da cultura e história de Monte Alegre do Sul, uma vez que o município foi responsável pelo plantio das primeiras mudas do estado de São Paulo, e desde então, a produção se destaca pela qualidade.

## Atrações turísticas

### Cachoeira das Mostardas

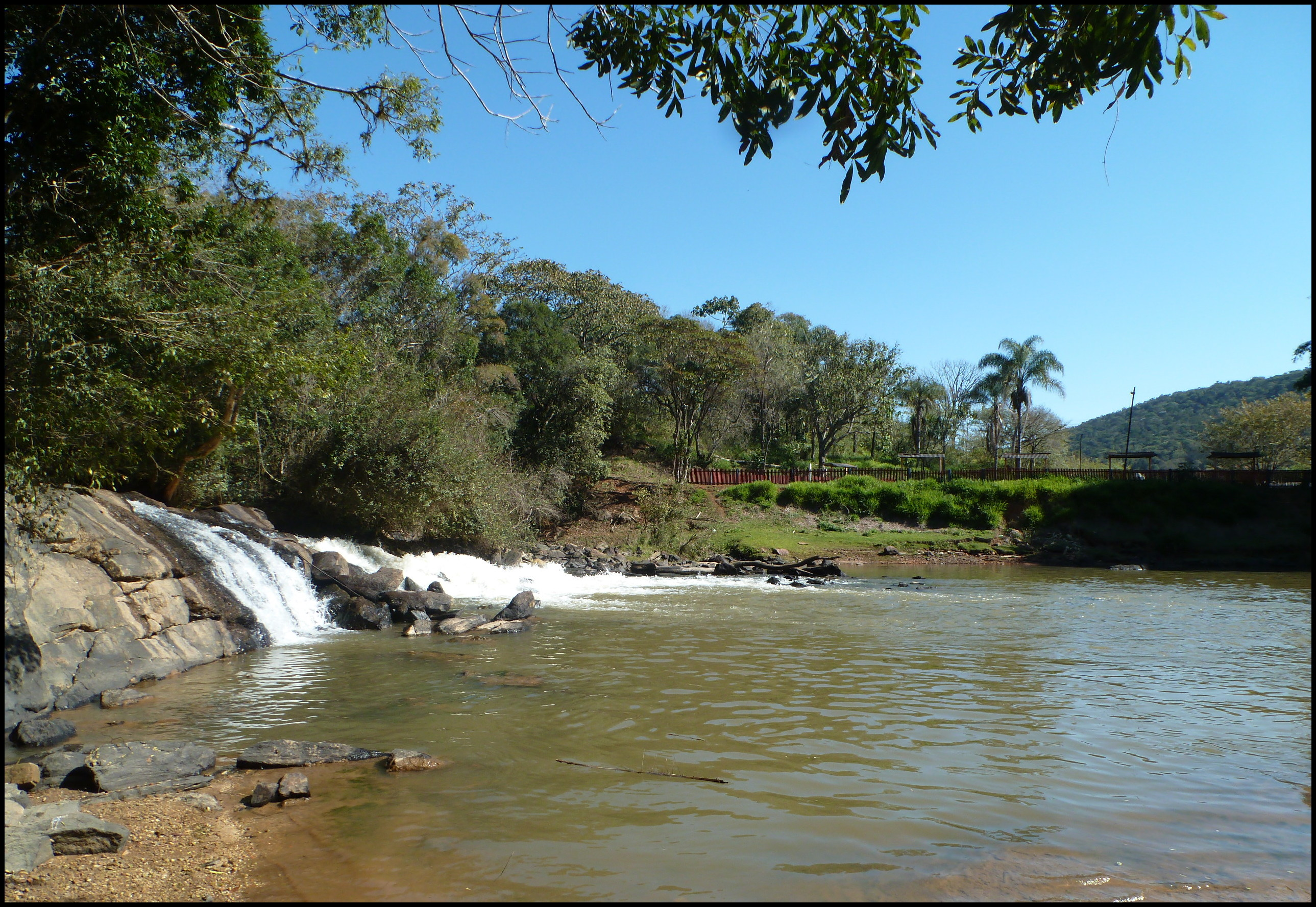
Cachoeira das Mostardas.

A Cachoeira das Mostardas, no Rio Camanducaia, está localizada ao lado da rodovia que liga Monte Alegre do Sul ao distrito de Mostardas. Local de fácil acesso e aberta ao público, ela possui uma pequena queda d’água e um grande lago, onde os visitantes se banham e usam sua praia para lazer e recreação. As águas em meio as rochas proporcionam uma paisagem e um ambiente incrível.

### Roteiro da cachaça
Mostardas faz parte do Roteiro da Cachaça de Monte Alegre do Sul, com alambiques onde são fabricados licores, cachaças e vinhos de qualidade.

## Religião

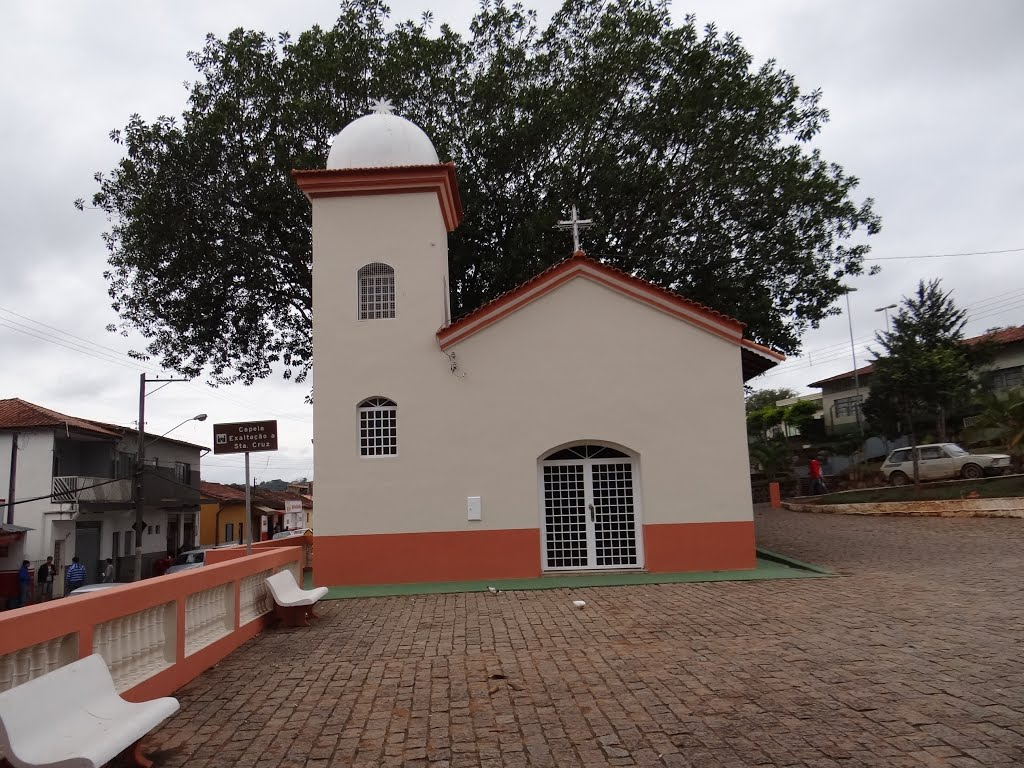
Capela.

O Cristianismo se faz presente no distrito da seguinte forma:

### Igreja Católica
- A igreja faz parte da Diocese de Amparo[22].

### Igrejas Evangélicas
- Congregação Cristã no Brasil[23].